# Somotillo
Somotillo es un municipio del departamento de Chinandega en la República de Nicaragua.

## Geografía
El término municipal limita al norte con los municipios de Santo Tomás del Norte, Cinco Pinos y San Francisco del Norte y la República de Honduras, al sur con el municipio de Chinandega, al este con el municipio de Villanueva y al oeste con el municipio de Puerto Morazán. La cabecera municipal está ubicada a 206 kilómetros de la capital de Managua.
La mayor parte del municipio está situada al norte y al este de la Depresión Nicaragüense (o graben) en las faldas occidentales de la cordillera central del país. Los ríos de la región corre al Pacífico mayormente a través del Estero Real.

## Historia
Somotillo originalmente fue un asentamiento indígena llamado Joanagastega, mencionado en el primer período de evaluación de impuestos del territorio nicaragüense a partir de 1548; la colonización española acabó con las raíces indígenas mediante el exterminio y el mestizaje.
Figura en el itinerario de fray Alonso Ponce y estaba habitado por indios ulúas a finales del siglo XVI. El religioso franciscano y cronista en sus viajes fue recopilando notas, datos y hechos que fueron reunidos en el libro «Relación breve y verdadera de algunas cosas de las muchas que sucedieron al Padre fray Alonso de Ponce en las provincias de Nueva España siendo Comisario General de aquellas», escrito por dos de sus colaboradores directos, fray Antonio de Ciudad Real, y un desconocido fray Alonso de San Juan.
José María Estrada, presidente de la junta legitimista, instaló en Somotillo su gobierno durante la Guerra Nacional de los años 1856 y 1857. El 21 de junio de 1856 y el 4 de julio del mismo año, en la plaza de este pueblo acamparon las fuerzas de ayuda a Nicaragua, enviadas por el gobierno de Guatemala.
El poblado, recibió la categoría de Villa por acuerdo legislativo del 4 de septiembre de 1873 y el título de ciudad, por Ley Legislativa el 1 de diciembre de 1962.
Luego del devastador huracán Mitch, Dios toco corazones de diferentes ministerios internacionales, entre el cual se destaca Salve una Generación, conocido como SAG por sus siglas en inglés, dicho ministerio, fundado y dirigido por el hombre de Dios Ronald Lee Coffer, ha estado ayudando grandemente a la población de Somotillo, estableciendo más de 19 comedores infantiles en muchas de sus comunidades tales como, Laredo, Cinco Pinos, Las Mesitas, Caimito, Los Limones, Jícaro Bonito, El Guasaule, entre otros. También ha establecido una clínica dental y una clínica médica en las que se brinda atención completamente gratis. SAG impulsa la visitas de grupos misioneros preovenientes en su gran mayoría de los Estados Unidos, ayudando de esta manera el crecimiento integral de la comunidad.

## Demografía
Somotillo tiene una población actual de 35,044 habitantes. De la población total, el 49.8% son hombres y el 50.2% son mujeres. Casi el 57.7% de la población vive en la zona urbana.

## Naturaleza y clima
El municipio tiene un clima tropical de sabana que se caracteriza por una marcada estación seca de 4 a 6 meses de duración, La precipitación varía desde un mínimo de 500 mm. hasta un máximo de 2000 mm.
El pueblo de Somotillo, cabecera del municipio, está ubicado en la ribera norte del río Gallo. En la época de lluvia, el río Tecomapa corre al norte del pueblo. En 1998 durante el huracán Mitch estos dos ríos se desbordaron inundando gran parte del asentamiento. El municipio fue gravemente afectado por el huracán, muriendo varias personas y provocando significativas perdidas materiales.

## Localidades
Además del casco urbano del mismo nombre, existen un total de 29 comunidades rurales: La Fragua, Jiñocuao, El Ojoche, Los Limones, Palo Grande, San Miguelito, La Cofradía, Rodeo Grande, Caimito, La Danta, El Tejar, La Carreta, Dulce Nombre de Jesús, La Flor, Los Encuentros, Las Mariitas, San Enrique, Los Balcones, La Pavana, Palo de Rueda, Asentamiento Augusto C. Sandino, Las Mesas, El Laredo - Carpintero, Los Tablones-Las Mesas, Las Mesitas, El Rodeíto, San Antonio, Torres, Jícaro Bonito, Santa Pascuala,Las Cuarentas.

## Economía
El municipio es eminentemente agrícola y ganadero; sin embargo, su posición geográfica como municipio fronterizo con Honduras ha permitido el desarrollo de actividades comerciales en los últimos años. También existe una marcada actividad artesanal en cerámica en la comarca El Ojoche.
El municipio colinda con Honduras al norte y la presencia de la frontera influye a la economía local. Una carretera principal pasa por el pueblo hacia la frontera en Guasaule donde se encuentra las oficinas de aduana y migración, las cuales crean trabajos para los vecinos. También la proximidad a la frontera siempre da oportunidades para el contrabando, parte de la economía local.